# Jorge Ordaz
Jorge Ordaz Gargallo (Barcelona, 1946) es un geólogo y escritor español.

## Biografía
Reside en Oviedo desde 1972 en cuya Universidad ejerce la docencia como profesor de petrología geoquímica. Es miembro de número del Instituto Universitario Padre Feijoo de Estudios del siglo XVIII, adscrito a la Universidad de Oviedo. Fue uno de los fundadores de la Asociación de Escritores de Asturias, a la que pertenece. Como narrador, cultiva preferentemente relatos y novelas. Así mismo, es traductor de poesía. Sus relatos aparecen en diversas antologías y obras colectivas. Es articulista de La Nueva España, La Voz de Asturias, El Comercio y en Los Cuadernos del Norte, Ábaco, Pretexto, Letras Libres, Clarín, Pembroke Magazine,socio de Real Oviedo, etc.

## Obra
- Diabolicón (1984)
- Gabinete de ciencias asturales (con Juan Luis Martínez), Oviedo: Biblioteca Popular Asturiana, 1980 (Colección Francatrúa, 1).
- Las confesiones de un bibliófago, Madrid: Espasa Calpe, 1989 (Calpe Narrativa, 1).
- Perdido Edén, Barcelona: Del Bronce, 1998.
- Obiter dicta. Cuaderno de notas, Gijón: Los Cuadernos del Bandolero, 2002.
- El cazador de dinosaurios. Novela, Oviedo: KRK Ediciones, 2005.
- El fuego y las cenizas, Editorial Pez de Plata, 2011.

## Premios
- Finalista del Premio Herralde (1985), por Prima donna, Barcelona: Anagrama, 1986.
- Finalista del Premio Nadal (1993), por La perla del Oriente, Barcelona: Ediciones Destino, 1993 (Colección Áncora y Delfín, 705).